# Cole Sands
Cole Sands (Tallahassee, Florida, 17 de julio de 1997) es un jugador profesional estadounidense de béisbol que se desempeña en la posición de lanzador en Minnesota Twins, equipo de las Grandes Ligas de Béisbol (MLB).

## Carrera
Fue seleccionado en la quinta ronda en el Draft de la MLB de 2018. En 2022 hizo su debut profesional con el equipo Minnesota Twins, donde lleva jugando tres temporadas.